# Brulles
Brulles o Brullés es una localidad situada en la provincia de Burgos, comunidad autónoma de Castilla y León (España), comarca de Odra-Pisuerga, ayuntamiento de Villadiego.

## Datos generales
Atravesado por la carretera BU-601 entre Villadiego y La Nuez de Arriba, en cuyo término conecta con la N-627. Es ribereño del río Brullés, afluente del Odra.
Se encuadra en la archidiócesis de Burgos, vicaría Norte, arciprestazgo de Amaya.

## Situación administrativa
Entidad Local Menor cuya alcaldesa pedánea es Raquel Álvarez Martín.

## Historia
Se le cita en un documento de permuta de 1096.
Aparece su nombre el día 23 de abril de 1240 en una venta al monasterio de Valcárcel, en un documento del monasterio de Palacios de Benaver.

No sabemos hasta cuándo rigió Dª Elo el monasterio de Valcárcel, pero en 1240 ya aparece su sucesora Dª Sancha Gutiérrez, que adquirió de D. Gonzalo Gutiérrez, hijo de Gutierre Díaz de Ormazuela, y de su mujer Dª Osenda unas posesiones en San Pantaleón, cerca de Brullés. y el derecho a una presa y un solar en Quintanilla de la Presa.

En el paraje de Los Cárcavos de Santa Lucía, donde hubo una ermita, se han hallado restos medievales.
Antes que la actual iglesia existió la desaparecida iglesia de Santa Lucía, que se localizaba, según los vecinos, en el espacio ocupado en la actualidad por la casa vecinal, las escuelas y el potro.
En el Catastro del marqués de la Ensenada (1749) figura como lugar de señorío, pues pertenecía al duque de Frías.
En el censo de Floridablanca de 1787 es nombrado como lugar que formaba parte de la Cuadrilla del Condado en el Partido de Villadiego, uno de los catorce que formaban la Intendencia de Burgos, durante el periodo comprendido entre 1785 y 1833. Su jurisdicción era de señorío y su titular el Duque de Frías quien nombraba alcalde pedáneo.
Entre el censo de 1857 y el anterior de 1842 este municipio desaparece porque se integró en el de Coculina.
En 1848, según el Diccionario Geográfico de Pascual Madoz tenía 8 hogares con 27 habitantes. Resumen del texto correspondiente a Brullés en ese diccionario:

Lugar con ayuntamiento en la provincia de Burgos, partido judicial de Villadiego. Situado en una llanura. Clima frío. Consta de 20 casas de regular fábrica, entre ellas la del ayuntamiento y la escuela de primeras letras concurrida por 7 niños. Al norte del pueblo, en una cuestecita está la iglesia parroquial bajo la advocación de San Martín. Ermita de Santa Lucía. Fuente de ricas aguas y otras 7 en el término, para usos domésticos y algún riego. Terreno arenisco de mediana calidad, bañado por el [río] Brullés, que nace al norte del término. Caminos locales en regular estado. El correo se recibe de cartero  de Villadiego. Produce trigo, cebada, avena, yeros y legumbres, ganado vacuno y lanar. Tiene dos molinos harineros. Importa vino, aguardiente, aceite y otros efectos. Población: 8 vecinos con 27 almas. El presupuesto municipal se eleva a 317 reales y se cubre por repartimiento entre los vecinos.

## Patrimonio

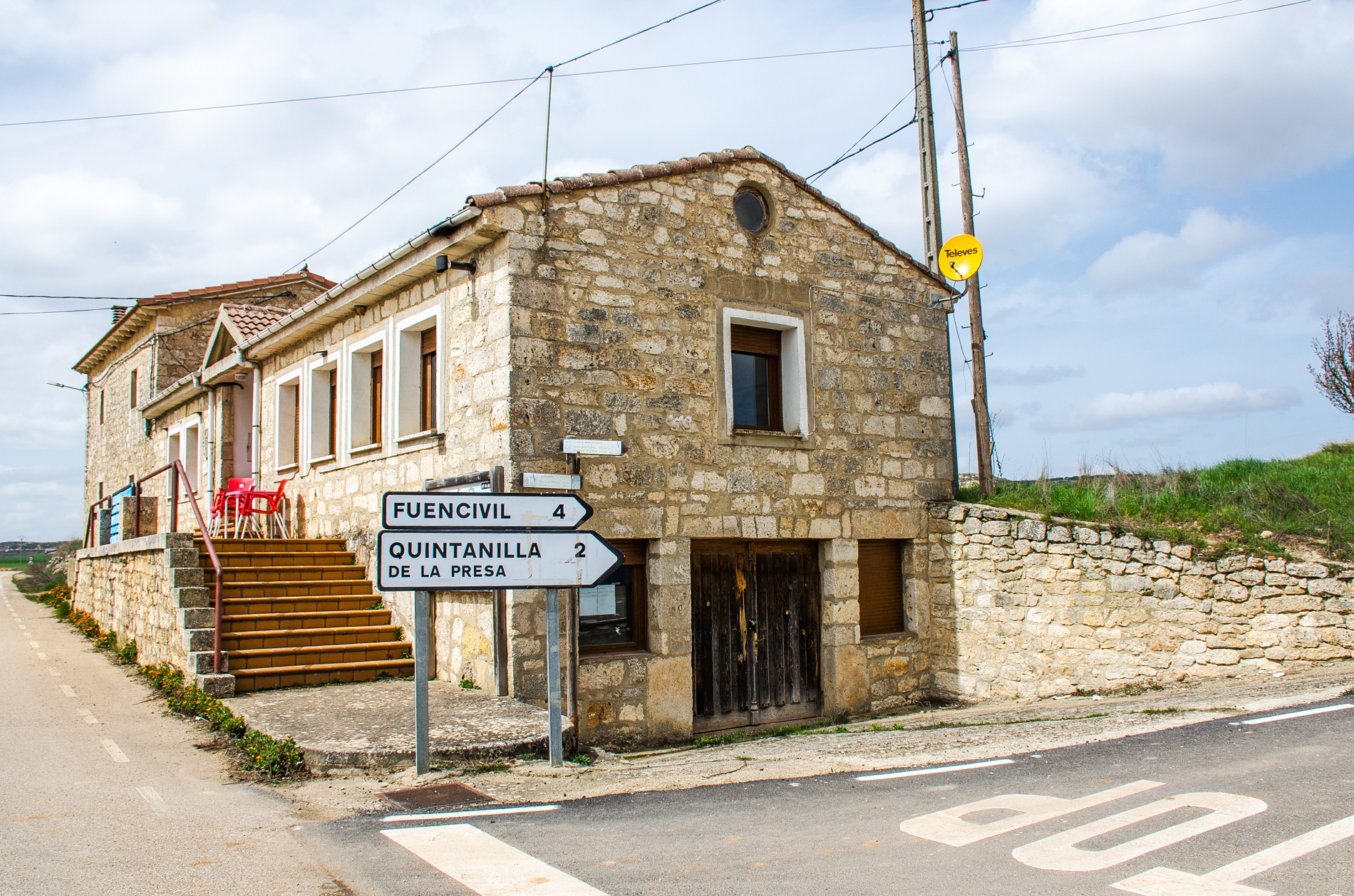
Local de usos múltiples.

Iglesia de San Martín ObispoEstá rehecha de otra iglesia, que estaba situada al norte del pueblo, en una cuesta. Barroca, de los siglos XVII-XVIII. De pequeñas dimensiones. Tiene una sola nave, muy sencilla, con cubiertas de yeso. Ábside rectangular. Portada sencilla, con arco de medio punto con molduras. Espadaña pequeña, con un ventanal bocinado, apuntado y tres vanos con dos campanas y un campanillo, rematada en cruz. La pila es románica con dientes de sierra y doble sogueado. No tiene retablo, suplido con un crucificado del siglo XVI.

## Personas ilustres
- Ángel Martínez Cuesta (Brulles 1938), historiador, archivero y director del instituto histórico de la Orden de Agustinos Recoletos.[7][3]